# Jennifer Janiska
Jennifer Janiska (* 5. April 1994 in Nordhorn als Jennifer Geerties) ist eine deutsche Volleyball-Nationalspielerin. Die Außenangreiferin wurde mit der deutschen Nationalmannschaft Vize-Europameisterin und gewann die Europaliga. Auf Vereinsebene gewann sie mehrmals die deutsche Meisterschaft und den DVV-Pokal sowie mit Conegliano die Klub-Weltmeisterschaft. Seit der Saison 2020/21 spielt sie für den Dresdner SC.

## Karriere

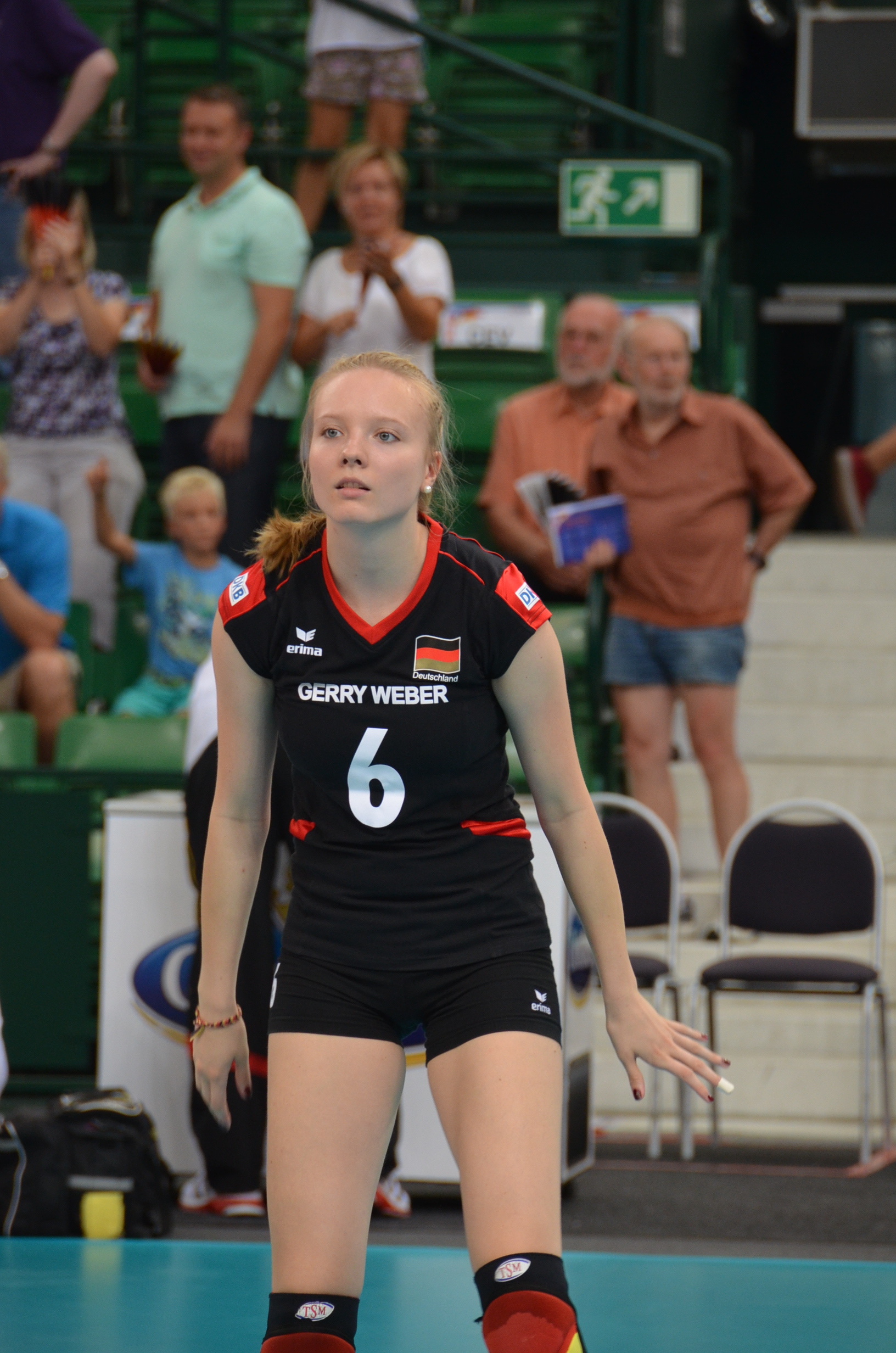
Jennifer Geerties bei der EM 2013

Geerties kam durch eine Mitschülerin im ersten Schuljahr zum Volleyball und begann ihre Karriere beim SCU Emlichheim. Im Alter von 14 Jahren hatte sie ihren ersten Einsatz in der Zweiten Bundesliga Nord und im folgenden Jahr gehörte sie fest zum Zweitliga-Kader des Vereins. 2010 wechselte sie zum Stützpunktteam VC Olympia Berlin. Dort war sie zunächst in der Zweiten Liga und in der Bundesliga-Saison 2011/12 Kapitänin der Nachwuchsmannschaft.
Dieses Amt übernahm sie auch in der U18-Nationalmannschaft, die bei der Europameisterschaft 2011 in Ankara den vierten Platz belegte. Geerties wurde dabei als punktbeste Spielerin des Turniers ausgezeichnet. Anschließend wurde die Berlinerin als einzige Spielerin der U18 für die WM-Qualifikation der U20-Nationalmannschaft nominiert. Bei der U18-WM, die ebenfalls in Ankara ausgetragen wurde, führte die Kapitänin ihre Mannschaft zum fünften Platz.
Im Februar 2012 wurde bei Geerties eine Vorwölbung der Bandscheibe festgestellt, die mit Physiotherapie behandelt wurde. Nach einer Verschlechterung der Situation entschloss sich die Spielerin trotz des drohenden Karriereendes zu einer Operation, weshalb sie einige Monate ausfiel. Nach ihrer Rückkehr gab sie im Sommer beim Turnier in Montreux ihr Debüt in der A-Nationalmannschaft. Mit der DVV-Auswahl gewann sie die Europaliga 2013 und wurde anschließend bei der EM in Deutschland Vize-Europameisterin.
Zur Spielzeit 2013/14 wechselte Geerties zu den Roten Raben Vilsbiburg und war auch dort Stammspielerin. Mit dem Verein aus Niederbayern gewann sie im Finale gegen die VolleyStars Thüringen den DVV-Pokal. Im Playoff-Finale gegen den Dresdner SC wurde sie außerdem deutsche Vizemeisterin. Mit der Nationalmannschaft erreichte sie das Finale der Europaliga 2014 und belegte bei der WM in Italien den neunten Platz.
Anschließend wechselte die Außenangreiferin von Vilsbiburg zum Ligakonkurrenten Schweriner SC. In ihrer ersten Saison in Schwerin erreichte die Mannschaft in der Bundesliga-Saison 2014/15 das Playoff-Halbfinale gegen Allianz MTV Stuttgart, nachdem sie zuvor das Pokal-Viertelfinale gegen denselben Gegner verloren hatte. Im Challenge Cup belegte Schwerin ebenfalls den dritten Platz. Bei der EM 2015 kam Geerties mit Deutschland auf den fünften Rang. Auch in der Saison 2015/16 unterlag sie mit Schwerin im Viertelfinale des DVV-Pokals und im Playoff-Halbfinale der Bundesliga gegen Stuttgart. Auf europäischer Ebene gab es wieder einen dritten Platz, diesmal im CEV-Pokal. Im DVV-Pokal 2016/17 erreichte sie mit Schwerin das Finale, das erneut der Dauerrivale aus Stuttgart gewann. Den nächsten dritten Rang auf europäischer Ebene gab es im Challenge Cup 2016/17. Anschließend gelang Schwerin im Playoff-Finale der Bundesliga die Revanche gegen Stuttgart und Geerties wurde erstmals deutsche Meisterin.
Zu Beginn der Saison 2017/18 gewann sie mit Schwerin den VBL-Supercup. Im Halbfinale des DVV-Pokals 2017/18 mussten sich die Schwerinerinnen Dresden geschlagen geben und im CEV-Pokal kamen sie ins Viertelfinale. Im Bundesliga-Finale gelang ihnen gegen Stuttgart die Titelverteidigung. In der Saison 2018/19 gelang zunächst die Titelverteidigung im Supercup. Geerties spielte mit Schwerin erstmals in der Champions League, wo die Mannschaft jedoch in der Vorrunde ausschied. Anschließend gewann der SSC im Finale gegen Stuttgart den DVV-Pokal 2018/19. Im Playoff-Finale der Bundesliga blieb den Norddeutschen hingegen nur der zweite Rang.
Geerties wechselte anschließend in die italienische Liga zu Imoco Volley Conegliano. Im Dezember 2019 gewann sie mit dem Verein die Volleyball-Klub-Weltmeisterschaft im Finale gegen Eczacıbaşı Istanbul. In der Champions League erreichte sie mit Conegliano das Halbfinale, als die Saison wegen der COVID-19-Pandemie abgebrochen wurde.
2020 kehrte die inzwischen verheiratete Janiska zurück in die deutsche Bundesliga, wo sie für den Dresdner SC spielt. Mit den Elbestädtern wurde sie 2021 Deutsche Meisterin. Im April 2022 verlängerte sie ihren auslaufenden Vertrag in Dresden um zwei Jahre bis 2024.
Im Oktober 2022 erklärte Janiska nach 204 Spielen ihren Rücktritt aus der deutschen Nationalmannschaft. Im Dezember 2022 wurde sie zu Deutschlands Volleyballerin des Jahres gewählt.